# Afrikaanse Taalmonument

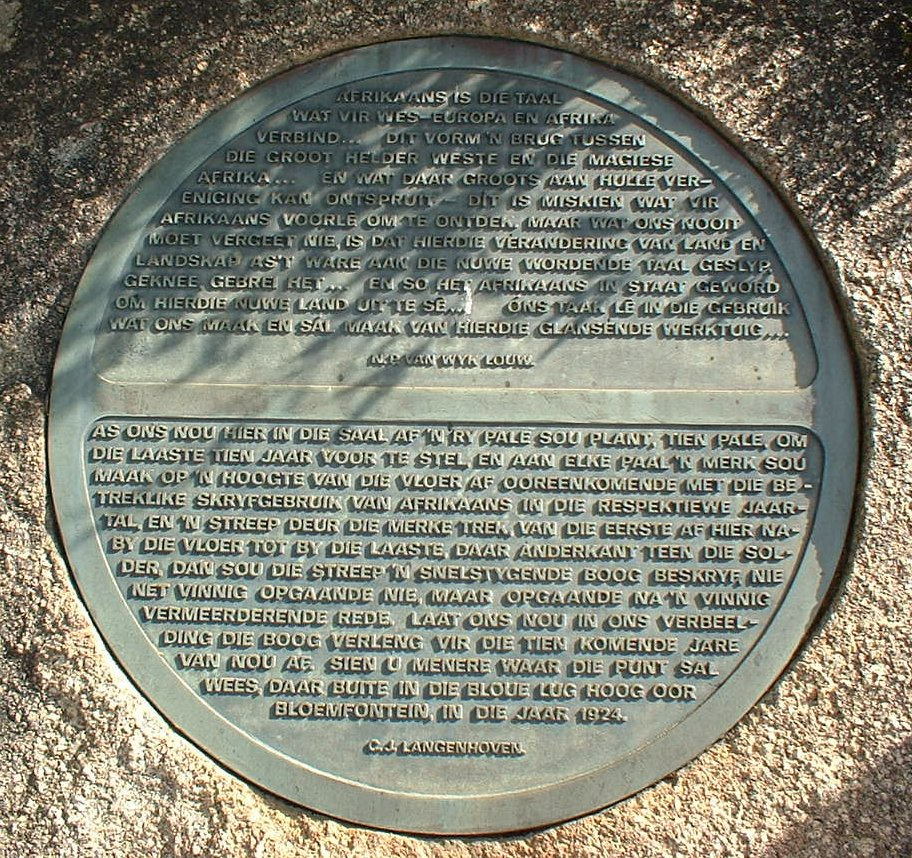
Plakkaat met de twee citaten van dichters in het Afrikaans.

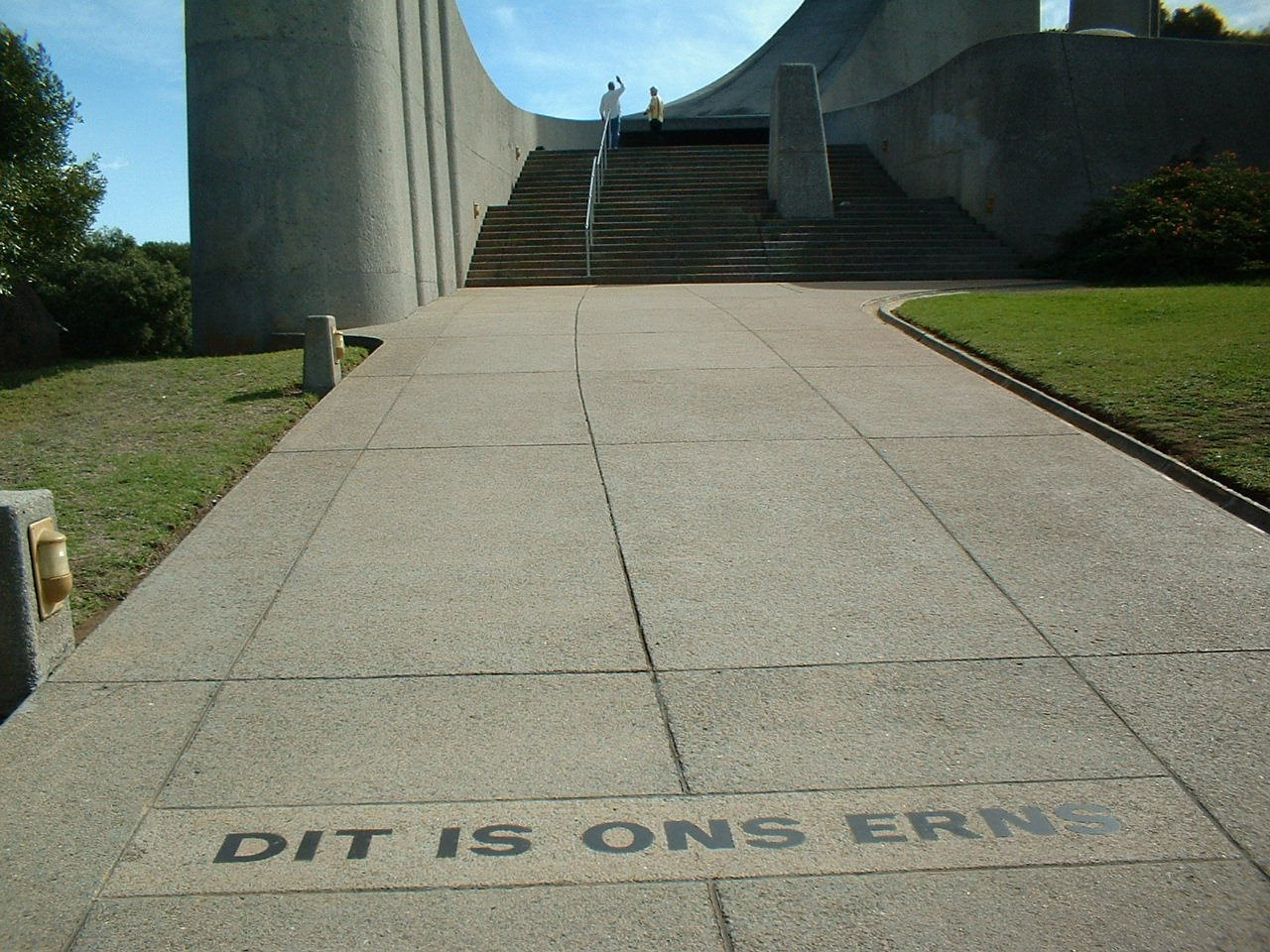
Het pad naar het monument.

Het Afrikaanse Taalmonument (Afrikaans: Die Afrikaanse Taalmonument) in Paarl, in de provincie West-Kaap, is een van de minstens 43 monumenten in Zuid-Afrika die aan het Afrikaans gewijd zijn. Daarnaast herbergt Zuid-Afrika ook nog het Nederlandse taalmonument, in Burgersdorp.
Het monument in Paarl is gebouwd op een heuvel en overziet een Instituut voor Lerarenopleiding. Het werd voltooid in 1975 en herdenkt het halve-eeuwfeest van de erkenning van het Afrikaans als een afzonderlijke taal naast het Nederlands.

## Bouw en symboliek
Het monument is ontworpen door de Zuid-Afrikaanse architect Jan van Wijk. Het bestaat uit diverse verminderende structuren van een convexe en concave aard, die invloeden van verschillende talen en culturen op Afrikaans zelf, evenals politieke ontwikkelingen in Zuid-Afrika symboliseren, als volgt:
- Heldere Westen - de Europese oorsprong van de taal
- Magisch Afrika - Afrikaanse invloeden op de taal
- Brug - tussen Europa en Afrika
- Afrikaans – de taal zelf
- Republiek – uitgeroepen in 1961
- Maleise taal en cultuur

Voor sommige Afrikaners waren deze referenties aan 'niet-blanke' invloeden op het Afrikaans 'een ongeoorloofde overschrijding van rassengrenzen'. Maar ook tegenstanders van de apartheid, zoals de schrijver Breyten Breytenbach, waren niet gecharmeerd van het monument, en Breytenbach noemde het zelfs 'een penis van beton'. Na de totstandkoming van het democratische Zuid-Afrika in 1994 waren er plannen om het monument om te dopen tot een monument voor alle talen in Zuid-Afrika, maar die zijn uiteindelijk nooit uitgevoerd.

## Inscripties
Op een grote inscriptie bij de ingang, zijn twee citaten van dichters in de Afrikaanse taal gebeiteld:
- Afrikaans is die taal wat vir Wes-Europa en Afrika verbind... Dit vorm 'n brug tussen die groot helder Weste en die magiese Afrika... En wat daar groots aan hulle vereniging kan ontspruit – dit is miskien wat vir Afrikaans voorlê om te ontdek. Maar wat ons nooit moet vergeet nie, is dat hierdie verandering van land en landskap as't ware aan die nuwe wordende taal geslyp, geknee, gebrei het... En so het Afrikaans in staat geword om hierdie nuwe land uit te sê... Ons taak lê in die gebruik wat ons maak en sal maak van hierdie glansende werktuig...

N.P. van Wyk Louw
“Afrikaans is de taal die West-Europa en Afrika verbindt... Het vormt een brug tussen het grote, heldere Westen en magisch Afrika... En welke grote dingen aan deze vereniging ontspruiten - dat is misschien wat te ontdekken valt voor het Afrikaans. Maar wat wij nooit moeten vergeten, is dat deze verandering van land en landschap als het ware de nieuwe taal geslepen, gekneed en gebreid heeft... En zo is Afrikaans in staat gebleken om uit dit onontgonnen land te spreken... Onze taak ligt in het gebruik dat wij van dit glanzende werktuig maken, en zullen maken...”
- As ons nou hier in die saal af 'n ry pale sou plant, tien pale, om die laatste tien jaar voor te stel, en aan elke paal 'n merk sou maak op 'n hoogte van die vloer af ooreenkomende met die betreklike skryfgebruik van Afrikaans in die respektiewe jaartal, en 'n streep deur die merke trek van die eerste af hier naby die vloer tot by die laatste daar anderkant teen die solder, dan sou die streep 'n snelstygende boog beskryf, nie net vinnig opgaande nie, maar opgaande na 'n vinnig vermeerderende rede. Laat ons nou in ons verbeelding die boog verleng vir die tien komende jare van nou af. Sien u menere waar die punt sal wees, daar buite in die bloue lug hoog oor Bloemfontein, in die jaar 1924.

C.J. Langenhoven
“Als wij nu een rij van palen onderaan deze zaal planten, tien palen, om de laatste tien jaar voor te stellen, en op elke paal maken wij een teken op een hoogte van de vloer overeenkomstig met het relatieve geschreven gebruik van Afrikaans in het respectieve jaar, en wij trekken een lijn, hier van de eerste dicht bij de vloer tot de laatste daar tegen de zolder, dan zou die lijn een snel stijgende boog beschrijven, die niet alleen snel, maar op een snel stijgende manier toeneemt. Laat ons nu, in verbeelding, de boog verlengen voor de komende tien jaar. Aanschouw, heren, waar het punt zal zijn, daar buiten in de blauwe hemel hoog boven Bloemfontein, in het jaar 1924.”
De zin "DIT IS ONS ERNS" staat op het pad naar het monument.